# Охорона природи
Охоро́на приро́ди — сукупність заходів зі збереження, раціонального використання і відновлення природних ресурсів Землі. Це етика, наука, і дії, спрямовані на захист довкілля від забруднення, надмірної експлуатації й іншого шкідливого впливу життєдіяльності людини. Охоплює правові, технологічні, природничо-наукові, економічні, громадсько-політичні заходи міжнародного, державного, регіонального і локально-адміністративного рівня.

## Основний наголос

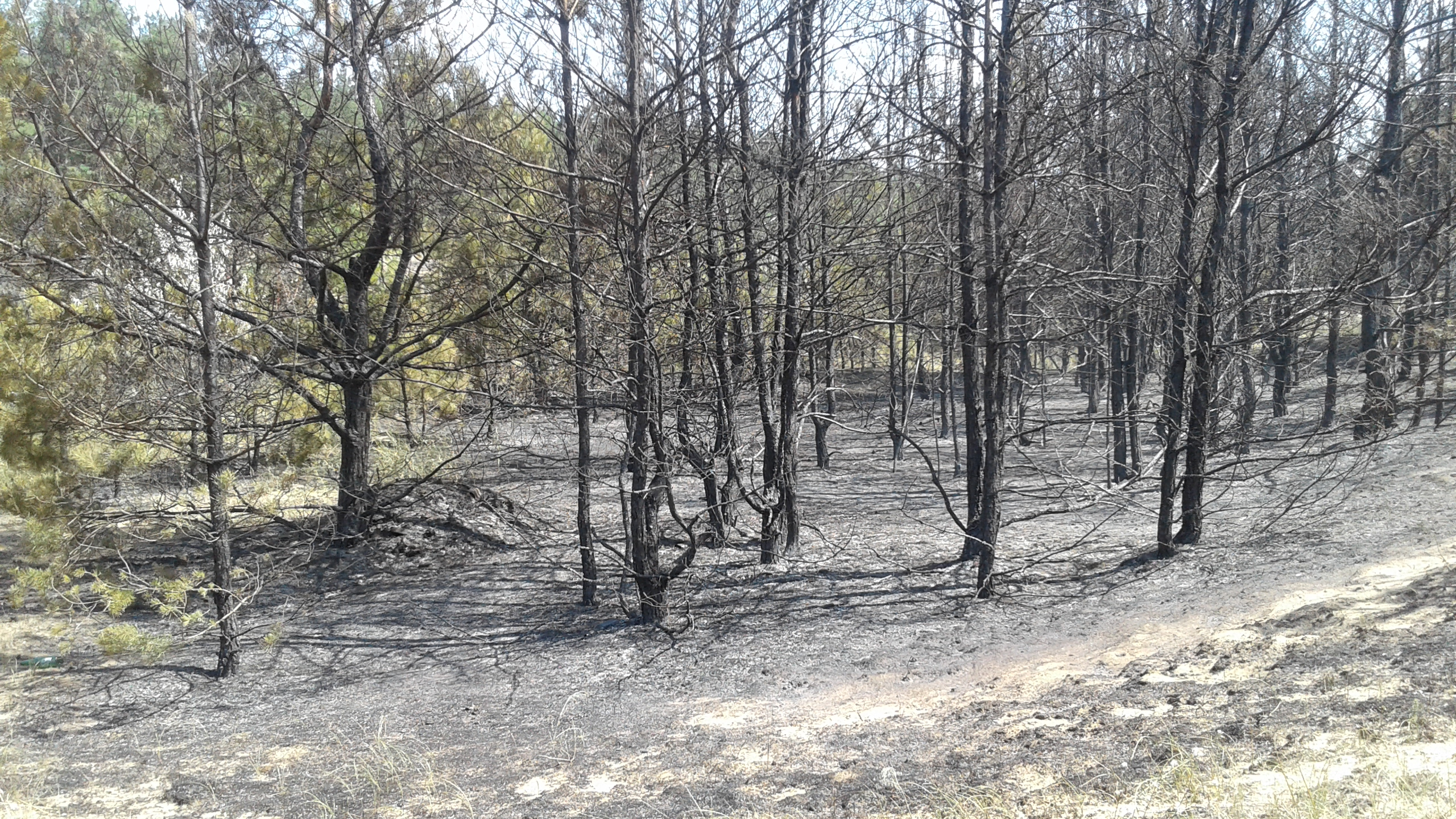
Молодий сосняк віком 15 років вщент вигорів за 5 хвилин через необережне поводження з вогнем

Головне завдання охорони природи, стосується підтримки основних екологічних процесів і екосистем у рівноважному стані, разом зі збереженням природного світу і його біорізноманіття, біологічних ареалів, природних ландшафтів, екосистем та інших природних комплексів. Вторинний наголос робиться на збереження природних ресурсів та енергозбереження, котрі розглядаються як важливі для захисту світу природи.
Система критеріїв для оцінки ефективності механізмів керування природоохоронною діяльністю у досліджуваному регіоні охоплює:
- економічно ефективні заходи щодо забезпечення екологічної безпеки;
- альтернативність заходів та їх допустимих наборів;
- дискретність затрат на реалізацію заходів;
- сумісні заходи;
- заходи, оптимальний термін реалізації яких за нейтральних умов, більше заданого терміну скорочення забруднень;
- абсолютна ефективність інвестицій у заходи;
- припинення виробництва як захід з забезпечення екологічної безпеки;
- екологічна точність методу;
- відбиття вартості заходів на собівартості виробництва продукції;
- усунення зловживань окремими підприємствами щодо оцінки реальної вартості заходів.

## Розвиток етики охорони природи
Охорону природи було розпочато після науково-технічної революції, яка призвела до порушення рівноваги у взаєминах між довкіллям і людиною у зв'язку з її активною та виснажливою дією на природу та виробничо-господарською діяльністю.
Як рух і ідеологія охорона природи сформувалася в Російській імперії та СРСР в перші десятиліття ХХ століття. Один з піонерів природоохоронного руху професор Г. О. Кожевніков ще в 1928 р. вказував на етичний момент як найважливішу складову охорони природи: «Охороняти первісну дику природу заради неї самої, вважаючи прикладні питання такими, що стоять на другому плані, — ось основна ідея охорони природи …». Польський філософ Я. Кольбушевський (Kolbuszewski J.) вважає, що охорона природи є добровільною діяльністю на користь слабших, хто без надання певної допомоги могли б загинути, бо не в змозі самі впоратися зі своїми проблемами. Російський еколог Фелікс Штільмарк вважає, що: «Насправді охорона природи починається там, де вона міцно і реально не сприяє, а протистоїть природокористуванню». Російський фахівець в галузі екологічного права О. С. Колбасов пише: «Раціональне використання природних багатств, як воно здійснюється в сучасних умовах, приховує у собі можливість протистояння інтересам охорони природи». На думку українського еколога В. Є. Борейка, під охороною природи «слід розуміти альтруїстичні дії, спрямовані на захист природи від експлуатації, від людського використання, невикористання природи, збереження природи недоторканою навічно, залишення природи в спокої, захист, заступництво, порятунок природи заради неї самої, захист прав природи, збереження рослин, тварин, інших живих істот і місць їх проживання навічно заради них самих, незалежно від будь-якого натяку на сьогодення або майбутнє їх використання людиною». Близьким до судження «охорона природи», є термін «заповідання», який слід розуміти як припинення на природній території будь-якої господарської діяльності, будь-якого утилітарного використання природних ресурсів.
Наприкінці 1970-х проявлялася посилена увага людей до довкілля, було створено багато організацій з охорони довкілля, наприклад, «Всесвітній фонд природи», «Друзі Землі», «Ґрінпіс» (англ. Greenpeace), «Клуб Сьєрра» та інші. Величезну стурбованість викликало руйнування озонового шару Землі, викликане хлорфторвуглеводнями, що привело до їхньої заборони, підвищені викиди двоокису вуглецю, що веде до парникового ефекту і знищення лісів.

## Протистояння між охороною природи і природокористуванням
В одному розумінні охорона природи — система заходів, спрямованих на збереження чистоти повітря, водних басейнів, ґрунтів, еталонів природи, на раціональне використання, розширене відтворення і розвиток усіх природних ресурсів Землі. В цьому сенсі охорона природи — складова частина природокористування.
Спеціаліст зі сталого розвитку і екологічної освіти Д. Н. Кавтарадзе зазначає:

| Сучасна екологічна освіта просякнута духом прагматизму, всі сучасні підручники розглядають природні ресурси як охорону надр, ґрунтів, вод, але не охорону природи в цілому! Показово, що термін "охорона природи" поступово витіснився поняттям "охорона довкілля".[6] |

## Охорона природи в Україні

### ОП в основі державної політики
В Україні, державній охороні і регулюванню використання підлягають земля, надра, водні ресурси, ліси, полезахисні й водоохоронні лісосмуги, зелені насадження, типові краєвиди, курортні місцевості, рідкісні, корисні, реліктові тварини й рослини, визначні природні об'єкти, державні заповідники і заказники та їхній рослинний і тваринний світ, атмосферне повітря та інші природні багатства, які залучені до господарського обігу, і ті, що їх не експлуатують. Заборонено таку господарську діяльність, яка може шкідливо вплинути на стан природних багатств, призвести до ерозії ґрунтів, забруднення і обміління водойм, забруднення повітря, знищення корисних тварин і рослин, зруйнування або пошкодження інших цінних об'єктів природи. Організацію заходів стосовно охорони природи та нагляд за їх проведенням здійснюють місцеві органи влади, відомства, інспекції, громадські організації.
16 березня 2000 року Верховна Рада України прийняла Закон України «Про державні нагороди України», у якому була встановлена державна нагорода України — почесне звання «Заслужений природоохоронець України».
Державний нагляд (контроль) у природоохоронній сфері наразі здійснюють 5 органів виконавчої влади — Держекоінспекція, Держгеонадра, Держлісагентство, Держрибагентство, Держпродспоживслужба.

### Викладання ОП у вишах
Існує низка спеціальних навчальних дисциплін, які викладають для слухачів бакалаврату, а частіше — ОКР «спеціаліст» і «магістр»:
- охорона природи
- охорона тварин
- раціональне природокористування
- та інші.